# Libnotes elachista
Libnotes elachista là một loài ruồi trong họ Limoniidae. Chúng phân bố ở miền Australasia.